# クッキーモンスター
クッキーモンスター (Cookie Monster) は、テレビ番組『セサミストリート』に登場するモンスター（マペットキャラクター）の一つである。

## 設定
2004年の「The First Time Me Eat Cookie」の歌詞で、赤ん坊の時の名前はシドだったと思う (me think me name was Sid)、と歌われている。2010年の公式ツイートでたしかシドニー (Sidney) だったと言っている。11月2日生まれ、好物はチョコチップクッキー。全身青色で長い毛並み。目と口が大きい。いつもハイテンション。放映当初は今より体のサイズが大きかったが、現在はだいぶ小さくなった。皆からはクッキーと呼ばれている。

## 原型
クッキーモンスターの原型は、1966年にジム・ヘンソンがゼネラルフーヅのCM向けにデザインしたモンスター3体のうち1体「ホイール・スティーラー」である。ホイール・スティーラーの口には尖った歯が生えており、スナック菓子「ホイール」を全部食べてしまう。このホイール・スティーラーIBMの会議用フィルムやエド・サリヴァン・ショーにも登場し、今度は機械などを食い荒らすモンスターとして登場した。
1969年にはフリトレーのスナック菓子「マンチョス」のCMに出演し、やはりそれも袋まで食べてしまう。この時点のデザインでは歯がなくなり、ほぼクッキーモンスターに近いものとなった。

## 声優

### オリジナル版
- フランク・オズ（1969年-2002年）
- デヴィッド・ラッドマン（2002年-現在）

そのほか、ジム・ヘンソンがエド・サリヴァン・ショーのCMに声で出演していた。

### 日本語吹き替え版
一人称はNHK版では「おいら」だったが、テレビ東京版以降は「僕」と言っている。
- 上田敏也→不明→江原正士（テレビスペシャル版）
- 大川透（NHK版、AppleCM）
- 東地宏樹（NHK版） - 大川透の後任。
- 菊地慧（テレビ東京版）
- 佐藤哲也（DVD版、YouTube版、U-NEXT版、NHK Eテレ『エルモのおうちで遊ぼう』『The Wakey Show』）
- 浅野孝彦（NHK Eテレ『The Wakey Show』操演）

## 備考
- 本物のチョコチップクッキーを食べているように見えるが、これはクッキーのように塗ったライスケーキである。食べる際には全身を激しく動かして噛み砕いてみせる、そのため、砕いだクッキーなどがこぼれている。
- 2008年、『セサミストリート』のキャラクターが笑い転げる”くすぐり”ぬいぐるみシリーズの第3弾として「くすぐりクッキーモンスターX」が発売された[5]。
- 2012年には、カーリー・レイ・ジェプセンのコール・ミー・メイビーをカバーし、話題となった。
- 2015年には、BMW・1シリーズのテレビCMに出演した。
- 2016年3月（日本での公開は2016年5月）から、iPhone 6sのSiriの機能を使ったテレビCMに出演し、日本語版声優は大川透が担当した[6]。
- 2022年4月4日、NHK Eテレ『グレーテルのかまど』に単身登場。焼きたてのクッキーを豪快に食べ尽くし、十五代ヘンゼル（瀬戸康史）を唖然とさせている。レシピへのこだわりも語った。『セサミストリート』とクッキーの意味について製作スタッフ・長岡学の解説があり、佐藤哲也が声優ではなく操演スタッフとしてクレジットされた。
- セサミストリートの日本オリジナルコンテンツでは日本語吹き替えの声優が人形操演を兼任するが、クッキーモンスターは大型なため、佐藤哲也（声優兼任）と浅野孝彦の2人体制で操演している。